# 新普拉纳图
新普拉纳图是巴西戈亚斯州的一个市镇。总面积1242.639平方公里，总人口2721人，人口密度2.2人/平方公里。